# پودسردنویه
پودسردنویه (انگلیسی: Podseredneye) یک شهرک در بخش آلکسیفسکی استان بلگورود کشور روسیه است.